# Auguste Bravais
Auguste Bravais (født 23. august 1811, død 30. marts 1863) var en fransk matematiker og geofysiker, kendt for sit banebrydende videnskabelige arbejde inden for krystallografi og for formuleringen af Bravais' lov. Hans teoretiske beregninger over krystallernes indre strukturer (Bravais-gitre) fik meget stor betydning for krystallografiens videre udvikling. Bravais studerede desuden magnetisme, nordlys, meteorologi, astronomi samt hydrografi.
Hans feltstudier bragte ham blandt andet til Norge, Lapland og Svalbard, hvor han på Spitsbergen fik opkaldt et bjerg efter sig, "Bravaisberget". Her fik han klarlagt norskekystens gamle strandlinjer som en endegyldig bekræftelse på teorien om Skandinaviens hævning efter sidste istid.
Bravais underviste i 1840'erne som professor i anvendt matematik inden for astronomi på Det Naturvidenskabelige Fakultet ved universitetet i Lyon, hvorunder han som den første endvidere udviklede den matematisk-statistiske teori bag den i vore dage overalt meget benyttede korrelationsberegning. I 1847 udgav han en erindringsbog om sin udforskning af krystallografien.